# Creative Assembly
Creative Assembly是一个英国游戏开发商，由Tim Ansell于1987年创立。 The Creative Assembly的总部位于西萨塞克斯霍舍姆，在澳大利亚昆士兰毅力谷设有分部。该公司早期的作品是将Amiga和Sinclair ZX Spectrum平台上的游戏移植到DOS，后来与美国艺电合作，以EA Sports的品牌生产不同的游戏。1999年，该公司有足够的资源来探索新的原创项目，进行开发战略游戏《幕府将军：全面战争》，上市後取得高度評價并成为了战略游戏的基准之一。建立在《幕府将军：全面战争》成功基础上的全面战争系列后续作品，增加着公司的关键的商业成功。
2005年3月，The Creative Assembly被日本世嘉公司收购成为其欧洲子公司。在世嘉旗下，全面战争题材得到进一步发展，The Creative Assembly凭借动作冒险游戏如《斯巴达人：最强武士》和《维京人：神域之战》进入游戏机市场。该公司最新的产品是《全軍破敵：三國》和《最後一戰：星環戰役 2》。

## 历史

### 成立
成立于1987年8月 18日的The Creative Assembly是一个有限责任公司。创办人Tim Ansell，在1985年就开始从事程序设计专业，为Amstrad CPC，Commodore 64和Atari 800设计游戏题材。最初，Ansell维持了一个小规模的公司，以便让他能独自进行计算机编程。该公司的早期作品，往往出自Ansell之手，涉及把 Amiga和Sinclair ZX Spectrum平台上的游戏移植到DOS，如1989年的作品Geoff Crammond的《Stunt Car Racer》和Psygnosis的《Shadow of the Beast》。The Creative Assembly于1993年开始与美国艺电合作，以EA Sports的品牌生产游戏，始于早期FIFA游戏的DOS版本。得助于EA Sports，The Creative Assembly能够生产得到官方联赛认可的低开发风险的产品。该公司的产品包括1995年和2001年的官方《世界杯橄榄球赛》，官方的《1999 Cricket World Cup》，1998年和1999年的《澳大利亚澳式足球联盟》，其中“澳式足球联盟98”主题，在澳大利亚市场取得特别的成功。当时显而易见的是，公司需要进一步扩大，1996年Ansell聘用Michael Simpson为工作室主任。Simpson原是集成电路设计师，转为电子游戏设计师，后来成为了全面战争系列的创新设计的动力。

### 早期全面战争主题
1999年，由于在体育主题上的成功，the Creative Assembly有了足够的资源来开发其他类型的高风险主题，与美国艺电结束了合作。结果该公司的突破性主题：《将军：全面战争》出现了。1999年年初，实时战术与回合制策略结合的《将军：全面战争》首次公布。游戏的重点是日本封建历史的战国时期，并在其2000年6月发行时备受好评。该游戏多次获得业界大奖，成为了战略游戏的基准之一。室内作曲家 Jeff van Dyck以游戏的配乐工作获得了BAFTA和EMMA的奖项。2001年5月，the Creative Assembly公布了资料片：《蒙古入侵》，以早期的蒙古袭来为重点。2001年8月发行，资料片也受到了积极的评价。
不久，the Creative Assembly脱离了美国艺电，选择美国动视作为其出版商和发行商。2001年8月，the Creative Assembly公布了第二个全面战争游戏，时间设置在中世纪。《中世纪：全面战争》的范围和时代比《将军：全面战争》更广，跨越了整个中世纪欧洲。2002年8月发行，这是一个比《将军：全面战争》更加成功的游戏，头两个星期成为英国最畅销的电子游戏，在美国市场第一周畅销排名第四。正如《将军：全面战争》一样，《中世纪：全面战争》也多次获得业界大奖，被《PC Gamer》评为2002年顶级游戏，与维尔福的《半条命》实力相当。The Creative Assembly本身也被授予European Computer Trade Show的年度最佳PC游戏开发奖。资料片《维京入侵》以欧洲黑暗时代的维京人入侵不列颠为重点，2003年5月发行。
2003年1 月第三个全面战争的主题游戏公布。名为《罗马：全面战争》，该游戏的特点是较《将军：全面战争》和《中世纪：全面战争》全新的游戏引擎，并为该系列的方法而重新设计。游戏设定在罗马帝国的崛起之时，游戏的代码曾用于两个电视节目，BBC的《Time Commanders》和历史频道的《Decisive Battles》。2004年9月发行时，该游戏几乎普遍给予好评，成为当年的十大畅销游戏之一。Jeff van Dyck以游戏配乐再次被提名为BAFTA奖。

### 收购和后来的游戏
尽管有猜测说美国动视可能会收购the Creative Assembly，将其作为像以往的成功开发者一样纳入自己出版商的羽翼下，2005年3月9日，日本世嘉公司宣布，他们与the Creative Assembly签订了收购交易，购买该公司所有已发行的股票。世嘉解释说，此次收购是加强世嘉欧洲公司在欧洲和北美游戏市场的存在。一个全面战争系列的游戏机独占衍生作品《斯巴达人：最强武士》的适时发布，确定了世嘉对the Creative Assembly的迅速影响。 《斯巴达人：最强武士》是the Creative Assembly的第一款游戏机主题；之前所有全面战争系列的主题都完全是电脑游戏。2005年7月，世嘉已经从美国动视获得了《罗马：全面战争》的版权而且该游戏有两个资料片：发布于2005年9月的《蛮族入侵》，展示了罗马帝国的衰亡，而2006年9月发布的《亚历山大》着眼于亚历山大大帝的功绩。《斯巴达人：最强武士》于2005年10月发行，包括Xbox、PlayStation 2和GameCube版本，受到了好评。
第四个全面战争宣布在2006年1月发行。新主题《中世纪II：全面战争》是《中世纪：全面战争》使用《罗马：全面战争》之后的新资产和技术的复刻版。游戏发行于2006年11月，虽然不如《罗马：全面战争》成功，《中世纪II: 全面战争》仍然是商业上关键的一步，在2006年11月登上英国游戏排行榜，在美国排行榜保持到2007年1月底。2007年3月发布了资料片《王国》。战役聚焦于四个地区：圣地的十字军东征、条顿骑士团与北方十字军入侵、新西班牙总督辖区的征服和不列颠群岛的中世纪战争。资料片在2007年8月发行之前吸收了积极的建议。
在 2007年8月德国莱比锡的Games Convention，the Creative Assembly一次发布了多个新主题。第一个是《维京人：神域之战》，又一个游戏机独占的主题，风格类似于《斯巴达人：最强武士》，只不过内容来自北欧神话。游戏发行于2008年3月，但行业反响平平。第二个是全面战争的第五个作品，《帝国：全面战争》，背景是18世纪到19世纪初的近代史。与当时《罗马: 全面战争》的情况一样，《帝国：全面战争》使用了系列的设计方法和新的游戏引擎。2009年3月发行，受到行业内的许多好评，销量是《中世纪II：全面战争》和《罗马：全面战争》总和的两倍。2008年7月，the Creative Assembly发布了又一个主题，《风起云涌》。与从前的以历史为基础的游戏不同的是，《风起云涌》是一个科幻即时战略游戏，包括游戏机和电脑版本，2009年发行。《风起云涌》收到了消极和平庸的反应，批评的重点放在糟糕的寻路系统和有缺陷的游戏控制方案（设计的意图是为游戏机创造一个简单的界面）。